# Telescopio robotico

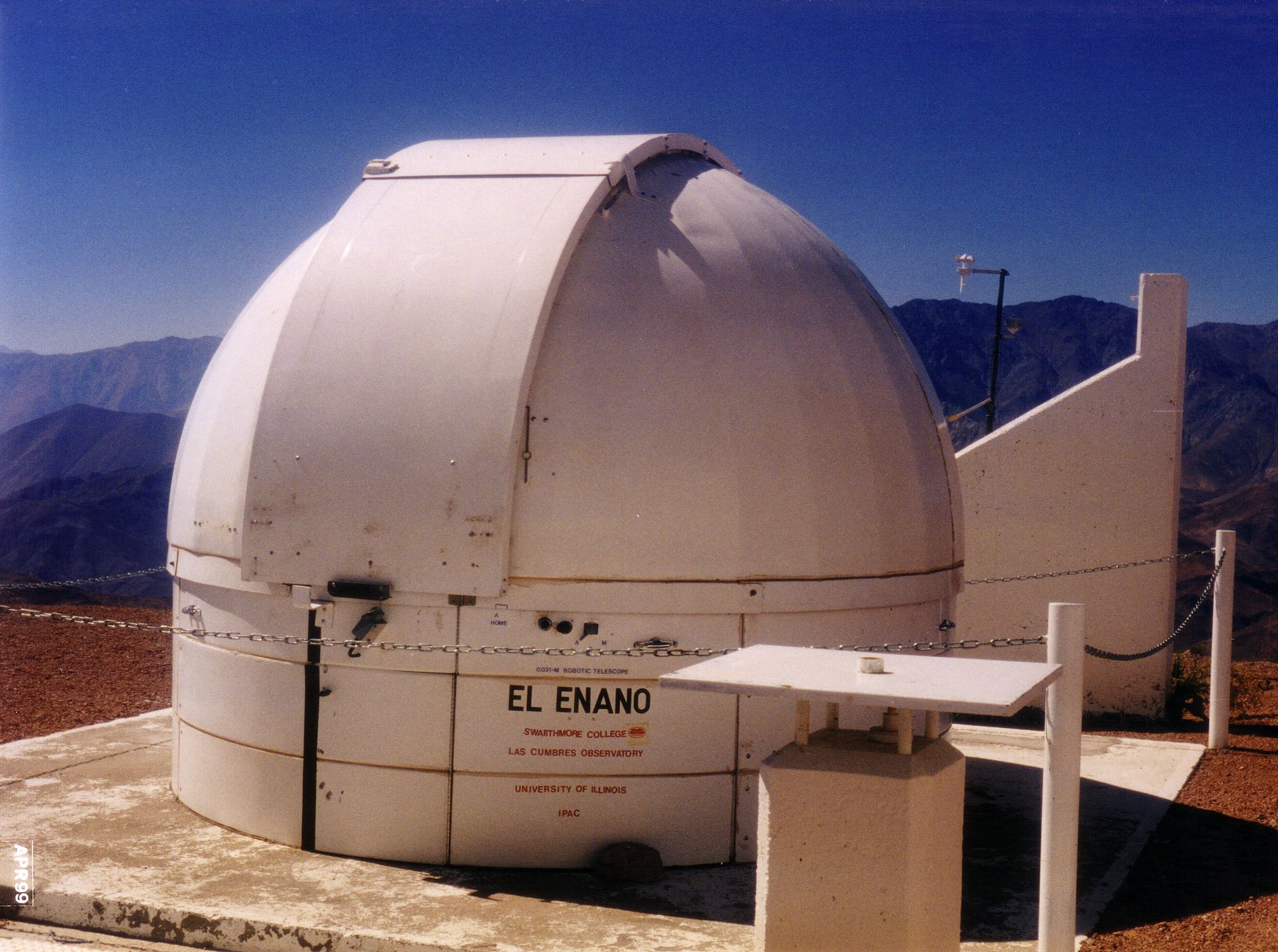
El Enano, un telescopio robotico a Cerro Tololo, in Cile

Il telescopio robotico (o robotizzato) è un telescopio che è in grado di svolgere dei compiti di sorveglianza e individuazione in automatico, senza l'intervento umano. Telescopi robotici famosi sono quelli del LINEAR e NEAT, che hanno scoperto numerose comete e altri corpi minori. Questi telescopi sono stati utilizzati in astronomia in particolare per l'individuazione e la scoperta di planetoidi (ad es. asteroidi), che potrebbero collidere con la Terra. In campo militare, il telescopio robotico viene utilizzato per individuare e sorvegliare i satelliti artificiali.

## Funzionamento
I telescopi robotici vengono automatizzati tramite un complesso insieme di apparati meccanici ed elettronici, che includono:
- un sistema di puntamento coi relativi motori,
- un CCD o una tecnologia equivalente per l'acquisizione delle immagini, accoppiato ad un sistema di messa a fuoco,
- un sistema di controllo della cupola o chiusura del telescopio,
- individuazione delle condizioni meteo ed eventuali altre funzioni accessorie,
- un sistema informatico, che gestisce ed elabora le informazioni e controlla i motori e gli altri apparati del telescopio.

Molti telescopi robotici sono di piccole dimensioni (con un obiettivo intorno al metro di diametro o meno). Sebbene gli strumenti dei grandi osservatori possano essere altamente automatizzati, pochi vengono utilizzati senza operatori.

## Storia
Studi sull'automazione in campo astronomico vennero avviati già nella seconda metà del XX secolo
Nel 1985, il libro Microcomputer Control of Telescopes, di Russel M. Genet e Mark Trueblood, fu una pietra miliare negli studi in questo campo. Molti progetti vennero studiati, ma le difficoltà tecniche e complessità per l'epoca ne rendevano difficile la realizzazione.
Nel 1993 John Baruch inaugurò il primo telescopio robotico completamente automatizzato e collegato via Web, dall'università di Bradford, nel Regno Unito. Il telescopio aveva un'apertura di 46 cm ed era controllato da un PC 486DX
Dal 2006 è attivo in Italia il Virtual Telescope Project, che dispone attualmente di due telescopi completamente robotici, utilizzati sia per la ricerca che per la divulgazione.